# Castro Marim
Castro Marim là một đô thị thuộc quận Faro, Bồ Đào Nha. Đô thị này có diện tích 300 km², dân số thời điểm năm 2001 là 6593 người.